# Boney M.
«Boney M.» («Бони Эм.») — немецкая диско-группа, созданная в 1975 году в ФРГ известным западногерманским музыкальным продюсером Фрэнком Фарианом (1941—2024). Все привлечённые к проекту исполнители родились за пределами Германии, на Карибских островах, перебравшись в Западную Европу в подростковом возрасте. Во время работы в проекте «Boney M.» участники группы проживали в Великобритании (Лондон) и Западной Германии (Гамбург, Ганновер, Франкфурт-на-Майне).

## Участники
- Мэйзи Уильямс (1975—1986, 1993 — н.в.)
- Марсия Баррет (1975—1986, 2009 — н.в.)
- Лиз Митчелл (1976—1986, 1989 — н.в.)

#### Бывшие участники
- Бобби Фаррелл (1975—1981, 1984—1986, 1991—2010) — умер 30 декабря 2010 года
- Рэджи Цибо (1982—1986, 1989—1990)

## История
Западногерманский продюсер Франк Фариан, экспериментируя с новым стилем диско, записывает в конце 1974 года необычную композицию Baby Do You Wanna Bump?, основанную на ямайской мелодии «Al Capone», автором и первым исполнителем которой был Prince Buster (настоящее имя Cecil Bustamente Campbell) ещё в первой половине 1960-х годов. В феврале 1975 года Фариан публикует свою собственную версию под псевдонимом Boney M., по имени Наполеона «Бони» Бонапарта — героя популярного тогда австралийского детективного сериала, снятого по книгам писателя Артура Апфилда. Букву «M.» продюсер добавил к имени Boney для более эффектного звучания. Впоследствии группа использовала легенду, что «M — означает четыре черты», подразумевая разные характеры и стили участников квартета.
В композиции «Baby Do You Wanna Bump?» («Хочешь потолкаться, детка?» имеет отсыл к популярному в то время диско-танцу Bump en:Bump (dance), когда партнёры сталкиваются бёдрами в такт музыке, но также имеет сексуальный подтекст) он использовал исключительно свой голос, записав в многоканальном варианте как мужскую, так и «женские» вокальные партии на студии Europa Sound Studios в Оффенбахе. Но неожиданный успех и поступившие приглашения для концертных и телевизионных выступлений заставили его с помощью кастинг-агента Кати Вольф набрать карибскую группу, в состав которой вошли Мэйзи Уильямс, Шейла, Натали и танцор Майк. Однако это был временный вариант. После двух замен, к 1976 году сформировался окончательный состав группы, когда в него вошли эмигранты с Карибских островов: ямайские вокалистки Лиз Митчел и Марсия Барретт, модель и танцовщица с острова Монтсеррат Мэйзи Уильямс, а также DJ и танцор Бобби Фаррелл с острова Аруба. Все участники квартета перебрались в Западную Европу ещё в подростковом возрасте. Там же они получили образование.
Главные партии в студии, помимо самого Фариана, стали исполнять Лиз Митчелл и Марсия Барретт. Голос танцора группы Бобби Фаррелла был опубликован на дисках лишь в начале 1980-х годов, при этом на «живых» концертных выступлениях все участники пели своими голосами.
Квартет получил феноменальную популярность во всём мире, кроме США, где успехи коллектива были заметно скромнее. Американский диджей, работавший в 1970-х годах на одной из ведущих музыкальных радиостанций Нью-Йорка, в 2011 году признался, что владелец станции запрещал транслировать записи Boney M., поскольку получал взятки от местных производителей коммерческой диско-музыки, желавших предотвратить рост популярности европейских проектов, способных составить серьёзную конкуренцию на самом богатом рынке. За свою 10-летнюю историю Boney M. получил множество наград музыкальной индустрии (в том числе британскую Carl Alan Awards), около двухсот золотых и платиновых дисков, был занесён в Книгу рекордов Гиннесса за объёмы продаж в разных странах мира. Суперхит «Rivers of Babylon» до сих пор занимает лидирующую позицию по длительности нахождения на пике сингл-чарта Германии.
В 1978 году Boney M. стали первой поп-группой мирового уровня, прорвавшей железный занавес. Коллектив дал 10 концертов в Москве и получил разрешение на съёмки своих видеоклипов на Красной площади, чего ранее не позволялось ни одной зарубежной группе. Сенсационные гастроли ансамбля в Москве вызвали большой резонанс в международной прессе и в Советском Союзе. ЦТ СССР проводило съёмки специального телешоу «Вечер Boney M. в концертной студии Останкино». Режиссёром телевизионной версии был назначен Евгений Гинзбург. Премьера фильма-концерта состоялась в начале апреля 1979 года на 1-м канале. Ночной повтор был показан пасхальной ночью в мае того же года. В период правления генсека Ю. Андропова (1982—1983) видеозапись была уничтожена под предлогом борьбы с «буржуазной культурой» и отсутствием лицензии на повторные показы. Единственной оставшейся копией владеет продюсер группы Фрэнк Фариан, получивший, согласно контракту, все права на исходные кино- и видеоматериалы, отснятые в Москве. Полная передача прав в пользу Фариана, согласно заявлению тогдашнего сотрудника музыкальной редакции ЦТ СССР Владимира Давыденко, произошла из-за неспособности советской стороны оплатить телевизионное выступление группы. Выделенных средств в твёрдой валюте катастрофически не хватало для приобретения прав на видеозапись. Владимир Давыденко и Евгений Гинзбург участвовали в переговорах с Фарианом на предмет записи концерта в студии Останкинского телецентра. Если бы не это компромиссное решение, то советские телезрители никогда не увидели бы любимую группу на своих экранах.
Студийная политика продюсера оставляла слишком малую роль для Бобби, что в итоге породило конфликтную ситуацию. В 1981 году с ним расстались. На смену Бобби Фаррэллу пришёл высокопрофессиональный певец, продюсер и музыкант Рэджи Цибо. Однако публика привыкла видеть в составе Boney M. харизматичного Бобби Фаррелла, что заставило Фариана вернуть его в коллектив в середине 1984 года. В начале 1986 года Фариан объявил о завершении существования Boney M. 16 января группа дала прощальное шоу на телеканале ZDF в «классическом» составе (Лиз Митчелл, Марсия Баррэтт, Мэйзи Уилльямс, Бобби Фаррэлл и Рэджи Цибо). Однако вплоть до 1989 года Boney M. периодически воссоединялись для проведения промокампаний на телевидении и в дискотеках в поддержку выходящих ремикс-компиляций.
Впоследствии каждый из участников (кроме Рэджи Цибо) стал выступать со своим составом бэк-вокалистов, именуя себя Boney M. Однако основатель и владелец прав на марку Boney M. Франк Фариан признаёт только состав группы во главе с Лиз Митчелл, исполнившей 80 % женских вокальных партий во время записей на диски.

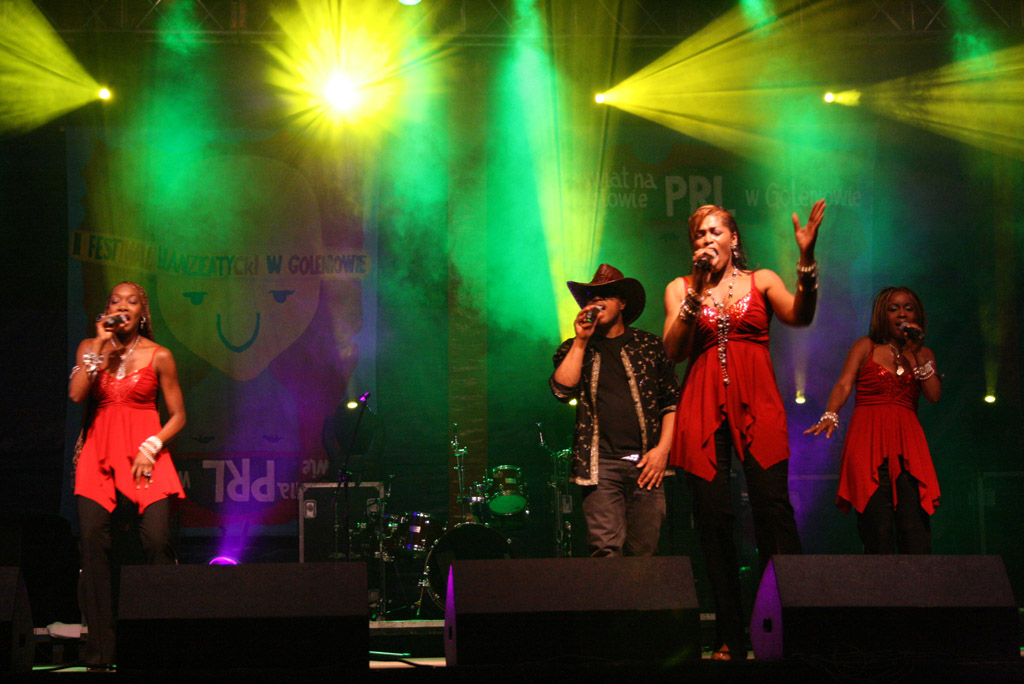
Концерт Boney M. feat. Maizie Williams в 2007 году

В 2006 году группа отмечала 30-летие. Вышел новый компиляционный диск The Magic of Boney M с новой песней, записанной Фарианом и Лиз Митчелл. Альбом стал бестселлером во многих странах мира. В Германии сборник вошёл в Top20 и продержался в чарте 19 недель, получив «золотой» статус. «Золото» также было завоёвано в Канаде и Австралии. В Таиланде альбом достиг № 1, в Новой Зеландии № 5, в Норвегии № 2 (удерживая эту позицию 3 недели подряд) и т. д. Через месяц после выхода CD, лейбл Фариана MCI, который распространяет свою продукцию через медиагиганта Sony BMG (ныне Sony Music), выпустил DVD с почти аналогичным набором видеотреков. В 2007 году MCI/Sony BMG переиздали все «номерные» альбомы Boney M. (включающих 16 бонус-треков), а также выпустили новый DVD Fantastic Boney M. On Stage & On The Road и компиляцию рождественских песен Christmas With Boney M.
Выход рождественского альбома сопровождался большой промокампанией в течение всего предновогоднего периода. В результате CD вошёл в TOP лучших «рождественских» альбомов во многих странах мира: (Канада, Новая Зеландия, Германия, Австралия, Швейцария, Австрия…). В 2008 году Sony BMG продолжила выпуск новых переизданий Boney M. на CD. Были опубликованы 6 компиляционных дисков, включающих редчайшие версии синглов и макси-синглов группы Новые релизы Boney M. от Sony BMG. В 2009 году последовали новые выпуски альбомов с другими уникальными лонг-версиями композиций коллектива, а также новые видеопрограммы на DVD. Очередное переиздание альбома «Christmas with Boney M.» (2009) в Канаде снова привело группу в ТОП-чарт этой страны. Начиная с 2007 года компиляция там пользуется неизменным успехом (достигала TOP10 Albums in Canada в 2007, TOP30 в 2008, TOP40 в 2009, TOP20 в 2010 и TOP30 в 2011 годах). В Германии этот же альбом был в чартах самых популярных цифровых загрузок в рождественские сезоны 2007—2009. Кроме того, композиция «Mary’s Boychild/Oh My Lord» снова вошла в британский сингл-чарт TOP50 в 2007 году благодаря лишь продажам через сетевые платные сервисы, при том что на CD этот сингл тогда в Соединённом Королевстве не переиздавался. Рождественская компиляция 2010 года «Feliz Navidad», вышедшая на двойном CD, попала в германский чарт TOP100 Albums, а одноимённый сингл вошёл в испанский TOP40.
В 2011 году новые релизы Boney M. снова вошли в международные чарты. Альбом Boney M. GOES CLUB попал в хит-листы Польши и Южной Кореи, а его расширенная версия на двух CD Boney M. ULTIMATE 2.0 достигла № 14 в Бельгии и № 28 во Франции.
Весной 2011 года в международный прокат вышел южнокорейский фильм «Sunny», где использован одноимённый хит Boney M. Кинофильм стал кассовым бестселлером в Южной Корее и некоторых других странах, а сингл в исполнении Boney M. достиг № 1 в южнокорейском национальном чарте.
28 марта 2012 года на 5-м международном кинофестивале Lichter Filmfest во Франкфурте состоялась мировая премьера полнометражного документального фильма об истории группы. Работа над кинолентой продолжалась 8 лет. В фильм вошли уникальные архивные кадры, интервью музыкантов и звукоинженеров студийной команды, а также интервью и фрагменты выступлений участников оригинального состава. В качестве почётных гостей на премьере присутствовали некоторые сотрудники студийной команды Boney M, а также поклонники творчества группы из нескольких европейских стран. Телевизионная премьера состоялась в 2014 году на немецком телеканале HR. В марте 2015 года фильм был опубликован на DVD в составе юбилейного релиза Boney M. FAN BOX (40th Anniversary Edition).
Осенью 2012 года новая версия хита Boney M. «Ma Baker» в исполнении немецкого dj-проекта Frisco Disco вошла в TOP100 немецкого чарта продаж цифрового аудиоконтента, достигнув 11-го места на крупнейшем портале ФРГ musicload. Выпуск сингла был одобрен создателем и продюсером группы Франком Фарианом.
В декабре 2012 года несколько рождественских сборников Boney M. попали на высокие позиции международных чартов продаж физических носителей и цифрового контента (Канада, ЮАР, Индия и т. д.). В связи с особым успехом группы в чартах ЮАР одна из крупнейших южноафриканских газет Mail & Guardian взяла интервью у продюсера группы Фрэнка Фариана, где попросила прокомментировать секрет неувядающей популярности композиций Boney M.
В декабре 2012 в индийский чарт iTunes Store, наряду с рождественскими компиляциями, вернулся сборник 2001 года «Greatest Hits», который вновь достиг TOP5 в апреле 2013 и не покидал TOP100 в течение полугода. В декабре 2013 года Boney M. снова вошли в международные чарты со своими рождественскими хитами. Альбом «Christmas With Boney M.» снова достиг TOP20 канадского общенационального чарта (№ 16), № 1 в южноафриканском сегменте iTunes, а также в TOP30 австралийского, индийского, канадского, новозеландского топ-листов iTunes. Сингл «Mary’s Boy Child/Oh My Lord» в очередной раз вошёл в TOP40 британского общенационального каталог-чарта. Кроме того, несколько отдельных треков Boney M. вошли в топ-листы iTunes в составе сборников лучших композиций разных лет в Польше, Германии, Бельгии, Нидерландах, Швеции, Австрии, Швейцарии, Южной Кореи, Дании, Норвегии, Швеции и т. д. Аналогичная ситуация повторилась и в 2014 году: в ЮАР «Chrismas with Boney M.» достиг № 1 чарта iTunes, TOP5 в Индии, Канаде и т. д.
В феврале 2015 года исполнилось 40 лет с момента публикации первого сингла проекта Boney M. В связи с юбилеем рекорд-компания Фрэнка Фариана MCI и Sony Music 27 марта выпустили беспрецедентное по размаху издание группы под маркой DIAMONDS. Релиз поступил в продажу в трёх различных версиях: 3CD box, 3DVD box и FAN BOX (LP+3CD+DVD+T-shirt+stickers). Аудиоиздание на трёх компакт-дисках включает основные 7"-синглы группы (включая раритеты, не издававшиеся ранее на цифровых носителях), расположенные в хронологическом порядке. Третий диск в этом комплекте является сборником бонус-треков с ремиксами бестселлеров Boney M. от модных DJ и микс-мастеров. Кроме того, на диске опубликовано две новых композиции, одна из которых записана Фрэнком Фарианом с Лиз Митчелл, а вторая представляет собой посвящение Фрэнку Фариану, исполненное американской звездой хип-хопа Guyana. Юбилейная 3DVD-компиляция DIAMONDS представляет собрание редчайших видеозаписей группы, сделанных различными телекомпаниями мира. В новое издание вошло 3 живых концерта Boney M., отснятых в столице Ирландии Дублине (1978), фестивале Sopot '79 в польском Сопоте (1979) и южноафриканской столице развлечений Сан-Сити (1984), а также большое количество невыпущенного ранее материала от телекомпаний BBC, ZDF, WDR и других. Общий хронометраж видеоподборки составляет более шести часов.
По случаю выхода юбилейного издания Boney M., Sony Music открыла официальный сайт, посвящённый этому релизу, а также блоги в соцсетях Facebook и Youtube.
40-летие группы широко освещалось в немецкой прессе и на телевидении. Телеканалы RTL, RTL II и VOX посвятили этому событию специальные репортажи, а 13 апреля на RTLII был показан новый полнометражный фильм об истории группы. 2 апреля на телеканале ZDF Лиз Митчелл представила новую композицию с юбилейного издания DIAMONDS. Тогда же группе был вручён «бриллиантовый диск» (высшая награда в индустрии звукозаписи) за реализацию более 150 миллионов звуконосителей.
28 августа 2015 года «Немецкая волна» в программе popXport назвала 10 наиболее успешных германских музыкальных проектов за последние 40 лет. Boney M. вновь стали лидерами рейтинга. 12 декабря группа во главе с ведущей солисткой Лиз Митчелл выступила в Москве в рамках международного музыкального фестиваля «Легенды Ретро FM».
22 июля 2016 года подразделение Sony Music Poland выпустило ретроспективную компиляцию различных композиций Boney M. в серии «Жемчуг».
19 августа 2016 года подразделение Sony Music Catalog в связи с 75-летним юбилеем Фрэнка Фариана выпустило новую компиляцию на двух CD «Boney M.: Special Hit Edition», куда вошёл большой нонстоп-микс лучших хитов, а также сборник менее известных композиций группы.
5 мая 2017 компания Sony Music выпустила переиздание трёх первых LP-альбомов Boney M., а 7 июля вышли репринты остальных студийных работ группы. Тогда же, 7 июля 2017 года, был выпущен подарочный набор, содержащий все 9 виниловых альбомов легендарной карибской четвёрки.
Ещё одним изданием стала вышедшая на Sony Music Entertainment 2CD-компиляция Boney M. and Friends, где представлены самые известные музыкальные проекты Фариана. Релиз сборника также пришёлся на 7 июля 2017 года.
10 ноября 2017 года, после 32-летнего перерыва, Фрэнк Фариан выпустил новый материал под маркой Boney M. feat.Liz Mitchell and Friens. Альбом получил название «Worldmusic For Christmas» и посвящён празднованию Рождества. Известные этнические и популярные мелодии разных стран были заново переработаны, а тексты переписаны в соответствии с тематикой праздника. В записи приняли участие как приглашённые сессионные вокалисты и музыканты (в том числе филармонический оркестр), так и участники «классической» команды Boney M. Ведущие вокалы в нескольких треках исполнили Фрэнк Фариан и Лиз Митчелл.
Одновременно было выпущено 2CD подарочное издание, дополненное сборником классических рождественских хитов Boney M. начала 1980-х годов.
По состоянию на сентябрь 2022 года группа продолжает существовать и регулярно выступает с концертами по всему миру.

### Тиражи
Легальные тиражи альбомов и синглов Boney M. превысили 150 миллионов копий (без учёта продаж многочисленных сборников). По уточнённым данным ряда СМИ (март 2014) официальные продажи составили более 159 миллионов копий. Количество нелегальных копий, выпущенных во всём мире, оценивается, как минимум, ещё в 400 миллионов.
До сих пор это одна из самых издаваемых поп-групп в мире. Коллектив вошёл в Книгу рекордов Гиннесса, как реализовавший наибольшее количество синглов в Великобритании (3 сингла группы находятся в первой десятке бестселлеров XX века). В Германии Boney M. до сих пор удерживают лидерство по времени пребывания на пиковой позиции национального сингл-чарта. Суперхит «Rivers of Babylon» был № 1 в течение 17 недель в официальном Germany Top50 singles. Подобный же статус «Rivers Of Babylon» удерживали в Новой Зеландии в течение 33 лет.
Западные музыкальные критики называли Boney M. «чёрной ABBA», так как только эта шведская группа могла состязаться в популярности с ними в конце 70-х-начале 80-х годов XX века.
21 сентября 2006 года в Лондоне состоялась мировая премьера мюзикла «Daddy Cool» с бюджетом в 5 миллионов евро, основанного на песнях Boney M. В 2007 году состоялась большая премьера в Берлине. Мюзикл демонстрировался в специально построенном мобильном театре Boney M. Theater Palast — самом большом из подобных сооружений в Европе. Одновременно на рекорд-лейбле MCI / Sony BMG было выпущено роскошное издание на CD с саундтреком лондонской версии мюзикла.
25 сентября 2011 года состоялась премьера Daddy Cool в Голландии. 29 июня 2012 года мюзикл стартовал на международном островном курорте Мальорка (Испания). Премьера швейцарской версии состоялась в ноябре 2015 года в Люцерне, а в феврале 2017 стартовал большой юбилейный тур мюзикла по 40 крупнейшим городам Германии и Австрии.
В сентябре 2017 состоялась премьера Daddy Cool в столице Лихтенштейна, где шоу демонстрировалось в течение 2-х месяцев. 
Boney M. были в числе официально «разрешённых» в СССР зарубежных исполнителей (хотя, время от времени, и они включались в различные запретные списки, например из-за песни «Rasputin»). Некоторые композиции группы, например Sunny (1976), выпускались в СССР на пластинках фирмой «Мелодия» (позже, уже в России, успешно продавались все альбомы и компиляции). Песни группы иногда транслировались по радио, а видеозаписи изредка демонстрировались по Центральному телевидению в передачах «Мелодии и ритмы зарубежной эстрады», «Утренняя почта» и др.

### Права
Все права на марку, аранжировки и тексты группы принадлежат Фрэнку Фариану (за исключением произведений сторонних авторов). Своим решением от 1989 года продюсер делегировал права на концертную деятельность группе во главе с Лиз Митчелл. Остальные участники проекта (кроме Рэджи Цибо) оспорили это в судебном порядке. В результате было принято решение, что каждый из участников оригинального состава имеет право выступать как шоу Boney M., но только в сочетании с собственным именем. Никакие другие люди (бэк-вокалисты и прочие персоны из временного состава) не могут претендовать на принадлежность к проекту, так как их голоса не звучат ни на одном диске и они никогда не появлялись в составе «классической» формации в качестве фронтменов. Оригинальное название Boney M. осталось в собственности создателя и продюсера группы.
Согласно заявлению Фрэнка Фариана корреспонденту еженедельника «АиФ» (№ 13 за 2008 год), любой коллектив, который гастролирует в настоящее время под названием Boney M., следует считать мошенническим.

## Дискография

### Альбомы
- 1976 — Take the Heat off Me
- 1977 — Love for Sale
- 1978 — Nightflight to Venus
- 1979 — Oceans of Fantasy
- 1981 — Boonoonoonoos
- 1981 — Christmas Album
- 1984 — Ten Thousand Lightyears
- 1985 — Eye Dance
- 2017 — Worldmusic for Christmas

### Синглы
- 1975 — Baby, Do You Wanna Bump? — Part I and Part II
- 1976 — Daddy Cool
- 1976 — Sunny
- 1977 — Belfast/Plantation Boy
- 1977 — Ma Baker
- 1977 — Ma Baker/Still I’m Sad
- 1977 — No Woman No Cry (Italy)
- 1978 — Brown Girl in the Ring/Nightflight to Venus (Hungary)
- 1978 — Dancing in the Streets (Bailando En Las Calles) (Spain)
- 1978 — Dancing in the Streets/Mary’s Boy Child — Oh My Lord
- 1978 — Dancing in the Streets/Never Change Lovers in the Middle of the Night
- 1978 — Hooray! Hooray! It’s A Holi-Holiday / Mary’s Boy Child (Canada)
- 1978 — Mary’s Boy Child/Oh My Lord
- 1978 — Painter Man
- 1978 — Pop-Sensation '78 (promo)
- 1978 — Rasputin[47]
- 1978 — Rasputin/Painter Man
- 1977 — Rivers of Babylon (US, promo)
- 1978 — Rivers of Babylon/Brown Girl in the Ring
- 1979 — Bahama Mama/I’m Born Again
- 1979 — Bye Bye Bluebird
- 1979 — Daddy Cool/Ma Baker
- 1979 — El Lute (Poland)
- 1979 — El Lute/Gotta Go Home
- 1979 — Gotta Go Home/El Lute
- 1979 — Gotta Go Home/No Time to Lose (Brazil)
- 1979 — Hooray! Hooray! It’s a Holi-Holiday / Ribbons of Blue
- 1979 — I’m Born Again/Bahama Mama
- 1979 — Ribbons of Blue (Poland)
- 1979 — Бони М / Апельсин (USSR)
- 1979 — ヴードゥーナイト (Voodoonight) / 孤独の旅路 (Heart of Gold) (Japan)
- 1980 — Felicidad (Margherita)
- 1980 — For Dancin'
- 1980 — Children of Paradise/Gadda-Da-Vida
- 1980 — I See a Boat on the River/My Friend Jack
- 1980 — My Friend Jack/I See a Boat on the River
- 1981 — 6 Years of Boney M. Hits (Netherlands)
- 1981 — Boonoonoonoos
- 1981 — Felicidad / Children of Paradise (Italy)
- 1981 — Jingle Bells (Spain)
- 1981 — Little Drummer Boy/6 Years of Boney M. Hits — Boney M. on 45 [Short Version]
- 1981 — Malaika/Consuela Biaz
- 1981 — We Kill the World (Don’t Kill the World)
- 1982 — 6 Años De Exitos De Boney M. (Spain)
- 1982 — 6 Years of Boney M. Hits (France)
- 1982 — Jingle Bells (Spain, promo)
- 1982 — The Carnival Is Over/Going Back West
- 1983 — Jambo — Hakuna Matata (No Problems)
- 1984 — Kalimba De Luna
- 1984 — Somewhere in the World/Exodus (Noah’s Ark 2001)
- 1985 — My Cherie Amour/Sample City
- 1986 — Bang Bang Lulu
- 1986 — Bang Bang Lulu/Chica Da Silva
- 1986 — Boney M.
- 1986 — Daddy Cool — Anniversary Remix '86
- 1986 — Happy Song/Young, Free and Single
- 1988 — Citizen
- 1988 — Megamix Extended Version
- 1988 — Megamix/Rivers of Babylon/Mary’s Boy Child (UK)
- 1988 — Rivers of Babylon (Remix '88)
- 1989 — Everybody Wants to Dance Like Josephine Baker
- 1989 — Malaika (Lambada Remix)
- 1989 — The Summer Megamix
- 1989 — The Summer Megamix (France)
- 1990 — Stories (Original Vocal Version)
- 1992 — Christmas Mega Mix
- 1992 — Mega Mix
- 1993 — Brown Girl in the Ring — Remix '93
- 1993 — Ma Baker (Remix '93)
- 2000 — Rivers of Babylon/Daddy Cool (Belgium)
- 2001 — Daddy Cool 2001
- 2009 — Felicidad America (Obama Obama) (feat. Sherita O. & Yulee B.)
- 2010 — Barbra Streisand
- 2015 — Song of Joy
- 2021 — Rasputin (Majestic x Boney M.)
- 2022 — Daddy Cool (Lizot x Boney M.)
- 2022 — Ma Baker (Gerry Read x Boney M.)
- 2022 — Baby, Do You Wanna Bump? (Steven Sugar Harding x Boney M.)

### Сборники
- 1977 — Lo Mejor De Boney M. (Spain)
- 1978 — Boney M. (Czechoslovakia)
- 1979 — Gotta Go Home (Czechoslovakia)
- 1980 — Greatest Hits of Boney M. (Club Edition)
- 1980 — The Magic of Boney M — 20 Golden Hits
- 1980 — Ансамбль Бони М. (СССР)
- 1981 — Children of Paradise — The Greatest Hits Of — Volume 2
- 1984 — Fantastic Boney M. — Die Grossen Erfolge (Germany)
- 1984 — Kalimba De Luna
- 1986 — Die 20 Schönsten Weihnachtslieder Der Welt
- 1986 — The Best of 10 Years
- 1987 — The 20 Greatest Christmas Songs
- 1987 — Never Ending Hits
- 1988 — Greatest Hits of All Times — Remix '88 Reunion’88
- 1989 — Greatest Hits of All Times — Remix '89 Volume 2
- 1989 — Ma Baker
- 1991 — Daddy Cool
- 1991 — Golden Stars
- 1991 — Happy Christmas
- 1991 — The Collection
- 1992 — Gold — 20 Super Hits
- 1992 — The Greatest Hits (UK)
- 1993 — More Gold
- 1995 — Sunny
- 1997 — The Best Of
- 1998 — Christmas Party
- 2000 — 25 Jaar Na 'Daddy Cool' (De Grootste Hits Allertijden) (2 CD) (Netherlands)
- 2000 — The Complete Collection (2 CD) (Denmark)
- 2001 — Greatest Hits (2 CD) (Belgium)
- 2001 — Sunny
- 2001 — The Best Of (Italy)
- 2001 — The Greatest Hits (UK & Ireland)
- 2006 — Essential Boney M. Greatest Hits (India)
- 2006 — The Magic of Boney M.
- 2007 — Christmas with Boney M.
- 2008 — Best of Boney M — Collections
- 2008 — Christmas Time
- 2008 — Rivers of Babylon: Presenting… Boney M.
- 2008 — The Collection (3 CD Box) re-relrease 2012
- 2008 — The Complete Boney M. (8xCD + DVD + Box)
- 2008 — Ultimate Boney M. (Long Versions & Rarities / Volume 1: 1976—1980)
- 2009 — Let It All Be Music — The Party Album (2CD)
- 2009 — Boney M. America — The Party Album
- 2009 — Ultimate Boney M. (Long Versions & Rarities / Volume 2: 1980—1983)
- 2009 — Ultimate Boney M. (Long Versions & Rarities / Volume 3: 1984—1987)
- 2009 — Greatest Hits (3CD Steel Box) (Sony Music UK)
- 2010 — Hit Story (4 CD Box)
- 2010 — Hit Mix
- 2010 — Feliz Navidad (2 CD)
- 2011 — Boney M. GOES CLUB — Barbra Streisand (By Dj Doug Laurent)
- 2011 — Ultimate 2.0 (2 CD) (France)
- 2011 — The Christmas Mix (All The Hits!)
- 2011 — Original Album Classics (5CD)
- 2011 — Best Of DISCO: Boney M."
- 2012 — Die Party Box" (3CD)
- 2012 — The Best Of Boney M."
- 2012 — Classics (Finland)
- 2012 — The Christmas Mix"
- 2012 — The Essential (2CD) (Australia)
- 2013 — Boney M. — 2 in 1: In The Mix/The Best 12inch Versions" (2CD)
- 2013 — Boney M. All Time The Best — Reclam Music Edition"
- 2013 — Music & Video Stars: Boney M. (CD+DVD box) (MCI/Sony Music Germany)
- 2013 — Boney M. Platinum Hits (2CD, Music Club Delux, UK)
- 2013 — Boney M. Hits and Classics (3CD, MCI/Sony Music Italy)
- 2014 — Boney M. Die große Hit-Kollektion (5CD, Sony Music/Shop24Direct distribution)
- 2014 — Radio Z Gold series — Boney M. (Sony Music Poland)
- 2015 — Boney M. DIAMONDS (40th anniversary edition) (3CD, MCI/Sony Music)
- 2015 — Boney M. DIAMONDS — FAN BOX (40th anniversary edition) (3CD+DVD+LP+T-shirt+Stickers, MCI/Sony Music)
- 2015 — Boney M.: Platinum Edition (2CD, Sony Music)
- 2016 — Boney M. (Perłowa Seria) (Sony Music Poland)
- 2016 — Boney M.: Special Hit Edition (2CD, Sony Music Catalog)
- 2017 — Boney M. & Friends (2CD, Sony Music Entertainment)
- 2019 — Gold (3CD, Crimson/Sony Music UK)
- 2021 — Rasputin - Lover Of The Russian Queen (special digital remix album, MCI/Sony Music Entertainment)
- 2022 — The Magic Of Boney M. Special Remix Edition + Unrealesed Track (CD/2LP, MCI/Sony Music Entertainment)

### DVD
- 2001 — «GOLD — 20 Superhits…and More» (BMG) (Germany)
- 2001 — «Greatest Hits» (BMG/mcps) (UK)
- 2003 — «Special Edition EP» (Classic Pictures Entertainment) (UK)
- 2004 — «Boney M. — Live Special Edition» (2002-FDVD1432) (South Korea)
- 2006 — «The Magic of Boney M.» (Sony BMG) (Germany) Reissuings: 2009, 2010 (Sony Music)
- 2007 — «Boney M. on Stage and on the Road» (Sony BMG) (Germany)
- 2008 — «ZDF TV Show — Fantastic Boney M.» (Sony BMG) (как часть 9CD Box «The Complete Boney M.»)
- 2011 — «Boney M. — ZDF Kultnacht Presents: Boney M.» (MCI/Sony Music) (Germany)
- 2011 — «Boney M. — The Complete DVD Collection» (3DVD box) (MCI/Sony Music Germany)
- 2013 — «Music & Video Stars: Boney M.» (CD+DVD box) (MCI/Sony Music Germany)
- 2015 — «Boney M. DIAMONDS» (3DVD box) (MCI/Sony Music Germany)
- 2015 — «Boney M. DIAMONDS — FAN BOX» (incl. DVD with documentary film) (MCI/Sony Music Germany)